# Hugo Campagnaro
Hugo Armando Campagnaro (Coronel Baigorria, Córdoba, Argentina, 27 de junio de 1980) es un exfutbolista argentino. Se retiró el 14 de agosto de 2020 en el Pescara de Italia. Fue internacional con la Selección Argentina, en la que fue subcampeón de la Copa Mundial de 2014.

## Trayectoria
Comenzó jugando en Juventud Unida de Coronel Baigorria, a los once años de edad, junto a Julio "Metralleta" Mugnaini. En 1997 uno de sus entrenadores de Juventud lo llevó a Buenos Aires instalándose en la localidad de Castelar y, gracias al director general de las inferiores de Deportivo Morón consigue ser fichado en ese club.
En 1998 jugando en la quinta división, pudo marcar siete goles ante una mala campaña de su equipo, transformándose de esta forma en el defensor más goleador de las inferiores. Casi a finales de ese año, el entrenador de la primera división del Deportivo Morón lo vio jugar en un entrenamiento y de inmediato lo llevó al plantel superior, debutando en un partido ante All Boys. En 1999 es premiado por la AFA como el Juvenil más valioso del ascenso. Hugo Campagnaro jugó 103 partidos en Deportivo Morón con un total de 7 goles.
Finalizando la temporada 2001-02, recibe ofertas importantes para jugar en el Piacenza de Italia, llegando a un acuerdo entre ambos clubes y el jugador. Debutó el 22 de septiembre del 2002, en un partido frente al Udinese. En el Piacenza, Campagnaro jugó cinco temporadas: disputó 127 partidos entre Serie A y Serie B, y 11 partidos en la Copa Italia, marcando un total de 12 goles. Además de jugar con Antonio Nocerino cuando este aún era un juvenil.
El 3 de julio del 2007 Hugo fue vendido a la Sampdoria de Génova, siendo uno de los jugadores más destacados del equipo y transformándose en uno de los ídolos de los fanáticos.
El 13 de junio de 2009 el presidente del Napoli, Aurelio De Laurentiis, anunció la adquisición del defensor por una cifra aproximada a 5 millones de euros, y un contrato por 4 temporadas. Debutó con la camiseta azul el 16 de agosto en el partido de Copa de Italia contra la Salernitana; marcó su primer gol el 21 de marzo de 2010, frente al Milan en el San Siro (1-1). Se confirmó como titular también durante la temporada siguiente, al término de la cual el Napoli llegó al tercer puesto de la liga italiana y se clasificó a la Champions 2011-12. En la temporada 2011-12 marcó contra el Cesena en el Stadio Dino Manuzzi. Después de cuatro días debutó en el máximo torneo europeo, la Champions, jugando el partido de visitante ante el Manchester City desde el primer minuto. El 20 de mayo de 2012 se consagró campeón de la Copa Italia, jugando como titular la final contra Juventus de Turín.
El 24 de mayo de 2013, se despidió de su antigua hinchada confirmando su transferencia al Internazionale, donde compartirá equipo con Javier Zanetti, Diego Milito y Rodrigo Palacio entre tantos otros compatriotas.
Después de la temporada 2014-15 donde pasó la mayoría del tiempo en la banca, el Inter de Milán rescinde su contrato y firma con el Pescara, donde jugaría el resto de su carrera entre la serie A y la serie B.
El 14 de agosto de 2020, habiendo sido reemplazado a los 113 minutos de partido, se retiró del fútbol profesional.

## Selección nacional
Debutó con la Selección Argentina el 29 de febrero de 2012 en un amistoso frente a Suiza, donde el conjunto de Alejandro Sabella venció al seleccionado europeo por 3 tantos contra 1.
El 2 de junio de 2014, 10 días antes del comienzo de la Copa Mundial de Fútbol de 2014, se confirma su presencia para ser uno de los 23 jugadores en representar a Argentina.

### Participaciones en Copas del Mundo
| Copa              | Sede   | Resultado  | Partidos | Goles |
| ----------------- | ------ | ---------- | -------- | ----- |
| Copa Mundial 2014 | Brasil | Subcampeón | 1        | 0     |

## Estadísticas

### Clubes
Actualizado al último partido disputado el 14 de agosto de 2020.
| Club | Div.          | Temporada     | Liga  | Liga  | Copas nacionales(1) | Copas nacionales(1) | Torneos internacionales(2) | Torneos internacionales(2) | Otros(3) | Otros(3) | Total | Total |
| Club | Div.          | Temporada     | Part. | Goles | Part.               | Goles               | Part.                      | Goles                      | Part.    | Goles    | Part. | Goles |
| --- | ------------- | ------------- | ----- | ----- | ------------------- | ------------------- | -------------------------- | -------------------------- | -------- | -------- | ----- | ----- |
| Deportivo Morón Argentina | 2.ª           | 1998-99       | 2     | 0     | —                   | —                   | —                          | —                          | —        | —        | 2     | 0     |
| Deportivo Morón Argentina | 2.ª           | 1999-00       | 28    | 0     | —                   | —                   | —                          | —                          | —        | —        | 28    | 0     |
| Deportivo Morón Argentina | 3.ª           | 2000-01       | 31    | 1     | —                   | —                   | —                          | —                          | —        | —        | 31    | 1     |
| Deportivo Morón Argentina | 3.ª           | 2001-02       | 42    | 5     | —                   | —                   | —                          | —                          | —        | —        | 42    | 5     |
| Deportivo Morón Argentina | Total club    | Total club    | 103   | 6     | —                   | —                   | —                          | —                          | —        | —        | 103   | 6     |
| Piacenza Calcio · Italia | 1.ª           | 2002-03       | 12    | 2     | 4                   | 0                   | —                          | —                          | —        | —        | 16    | 2     |
| Piacenza Calcio · Italia | 2.ª           | 2003-04       | 22    | 2     | 1                   | 0                   | —                          | —                          | —        | —        | 23    | 2     |
| Piacenza Calcio · Italia | 2.ª           | 2004-05       | 34    | 3     | 3                   | 1                   | —                          | —                          | —        | —        | 37    | 4     |
| Piacenza Calcio · Italia | 2.ª           | 2005-06       | 31    | 2     | 3                   | 0                   | —                          | —                          | —        | —        | 34    | 2     |
| Piacenza Calcio · Italia | 2.ª           | 2006-07       | 28    | 1     | 0                   | 0                   | —                          | —                          | —        | —        | 28    | 1     |
| Piacenza Calcio · Italia | Total club    | Total club    | 127   | 10    | 10                  | 1                   | —                          | —                          | —        | —        | 137   | 11    |
| U. C. Sampdoria · Italia | 1.ª           | 2007-08       | 22    | 0     | 3                   | 0                   | 6                          | 1                          | —        | —        | 31    | 1     |
| U. C. Sampdoria · Italia | 1.ª           | 2008-09       | 16    | 1     | 3                   | 0                   | 4                          | 0                          | —        | —        | 23    | 1     |
| U. C. Sampdoria · Italia | Total club    | Total club    | 38    | 1     | 6                   | 0                   | 10                         | 1                          | —        | —        | 54    | 2     |
| S. S. C. Napoli · Italia | 1.ª           | 2009-10       | 28    | 1     | 2                   | 0                   | —                          | —                          | —        | —        | 30    | 1     |
| S. S. C. Napoli · Italia | 1.ª           | 2010-11       | 31    | 0     | 1                   | 0                   | 7                          | 0                          | —        | —        | 39    | 0     |
| S. S. C. Napoli · Italia | 1.ª           | 2011-12       | 31    | 2     | 4                   | 0                   | 8                          | 0                          | —        | —        | 43    | 2     |
| S. S. C. Napoli · Italia | 1.ª           | 2012-13       | 28    | 1     | 1                   | 2                   | 1                          | 0                          | 1        | 0        | 31    | 1     |
| S. S. C. Napoli · Italia | Total club    | Total club    | 118   | 4     | 8                   | 0                   | 16                         | 0                          | 1        | 0        | 143   | 4     |
| Inter de Milán · Italia | 1.ª           | 2013-14       | 21    | 0     | 2                   | 0                   | —                          | —                          | —        | —        | 23    | 0     |
| Inter de Milán · Italia | 1.ª           | 2014-15       | 10    | 0     | 0                   | 0                   | 6                          | 0                          | —        | —        | 16    | 0     |
| Inter de Milán · Italia | Total club    | Total club    | 31    | 0     | 2                   | 0                   | 6                          | 0                          | —        | —        | 39    | 0     |
| Pescara Calcio · Italia | 2.ª           | 2015-16       | 17    | 0     | 0                   | 0                   | —                          | —                          | —        | —        | 17    | 0     |
| Pescara Calcio · Italia | 1.ª           | 2016-17       | 19    | 2     | 0                   | 0                   | —                          | —                          | —        | —        | 19    | 2     |
| Pescara Calcio · Italia | 2.ª           | 2017-18       | 7     | 0     | 1                   | 0                   | —                          | —                          | —        | —        | 8     | 0     |
| Pescara Calcio · Italia | 2.ª           | 2018-19       | 16    | 1     | 0                   | 0                   | —                          | —                          | —        | —        | 16    | 1     |
| Pescara Calcio · Italia | 2.ª           | 2019-20       | 10    | 1     | 0                   | 0                   | —                          | —                          | —        | —        | 10    | 1     |
| Pescara Calcio · Italia | Total club    | Total club    | 69    | 4     | 1                   | 0                   | —                          | —                          | —        | —        | 70    | 4     |
| Total carrera | Total carrera | Total carrera | 486   | 25    | 27                  | 1                   | 32                         | 1                          | 1        | 0        | 546   | 27    |
| (1) Incluye datos de la Copa Italia (2002-18). (2) Incluye datos de la Copa Intertoto (2007), Copa de la UEFA (2007-09), Liga Europa (2010-15) y Liga de Campeones (2011-12). (3) Incluye datos de la Supercopa de Italia (2012). |               |               |       |       |                     |                     |                            |                            |          |          |       |       |

### Selección nacional
| Selección                                                         | Temporada       | Amistosos | Amistosos | Sudamérica(1) | Sudamérica(1) | Mundial | Mundial | Total | Total |
| Selección                                                         | Temporada       | Part.     | Goles     | Part.         | Goles         | Part.   | Goles   | Part. | Goles |
| ----------------------------------------------------------------- | --------------- | --------- | --------- | ------------- | ------------- | ------- | ------- | ----- | ----- |
| Absoluta Argentina                                                | 2012            | 3         | 0         | 4             | 0             | —       | —       | 7     | 0     |
| Absoluta Argentina                                                | 2013            | 3         | 0         | 3             | 0             | —       | —       | 6     | 0     |
| Absoluta Argentina                                                | 2014            | 3         | 0         | —             | —             | 1       | 0       | 4     | 0     |
| Absoluta Argentina                                                | Total           | 9         | 0         | 7             | 0             | 1       | 0       | 17    | 0     |
| Total selección                                                   | Total selección | 9         | 0         | 7             | 0             | 1       | 0       | 17    | 0     |
| (1) Incluye datos de las Clasificatorias Sudamericanas (2012-13). |                 |           |           |               |               |         |         |       |       |

## Palmarés

### Campeonatos nacionales
| Título      | Club            | País   | Año  |
| ----------- | --------------- | ------ | ---- |
| Copa Italia | S. S. C. Napoli | Italia | 2012 |